# Higer Bus

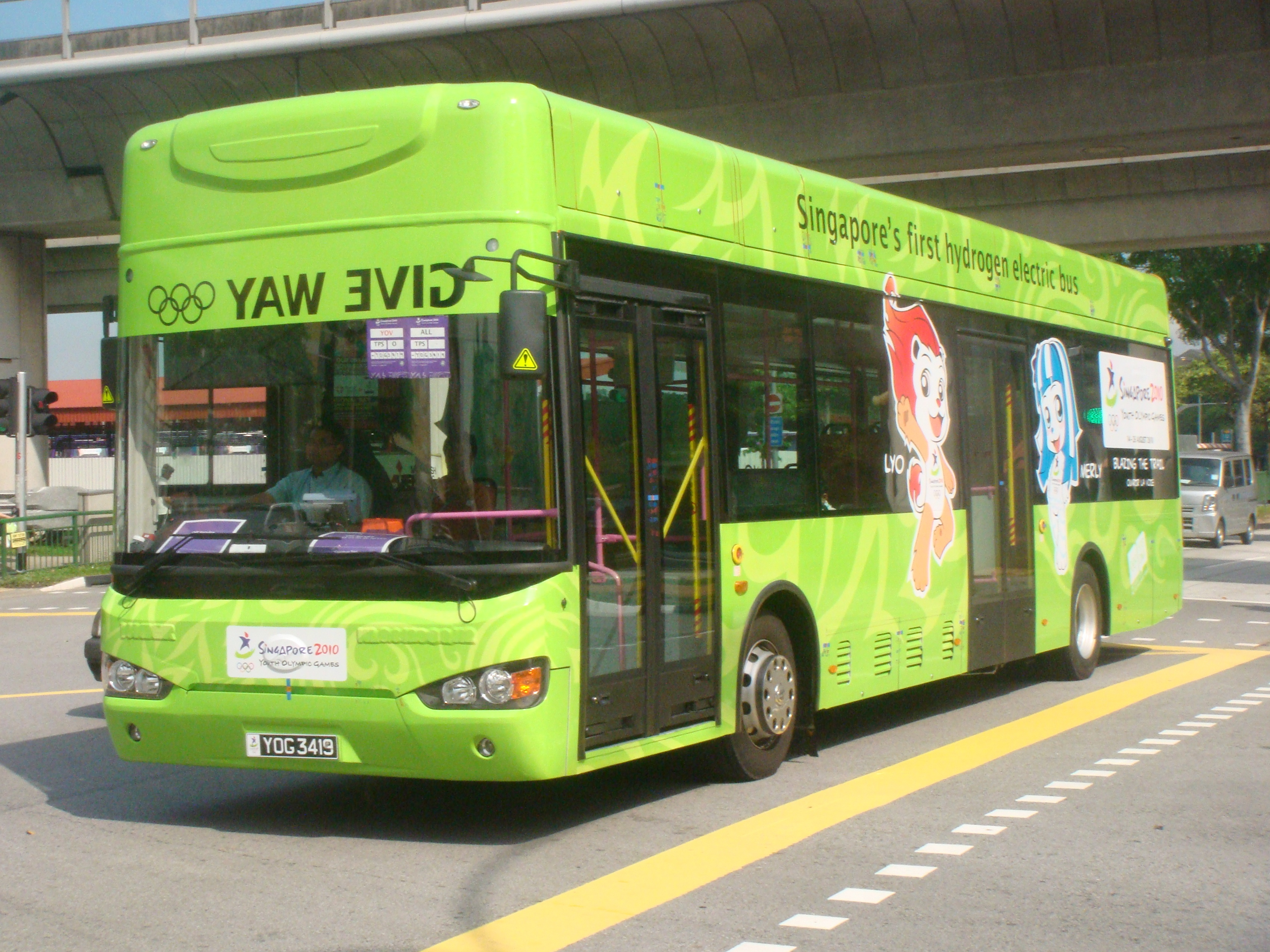
Higer KLQ6129G Wasserstoff-Brennstoffzellenbus bei den ersten Olympischen Jugend-Sommerspielen 2010 in Singapur

HIGER BUS Company Ltd. (kurz: HIGER) ist ein chinesischer Hersteller von Reise-, Stadt- und Kleinbussen sowie Pick-ups. Das erst 1998 gegründete Unternehmen gehört zum King-Long-Konzern und hat eine jährliche Produktionskapazität von 35.000 Bussen.
Am 8. September 2016 nannte das Finanzministerium in einer Sonderprüfung von Fördermitteln für die Förderung und Anwendung von Fahrzeugen mit neuer Energie fünf typische Problemunternehmen, darunter GMC, Suzhou Jinlong, Wuzhoulong, Chery Wanda und Shaolin Bus. Unter ihnen verfügt Suzhou Jinlong im Jahr 2015 über 1.683 Fahrzeuge mit neuer Energie und 520 Millionen Yuan an Subventionsmitteln und ist damit zum „Subventionsbetrüger“ mit den meisten illegalen Fahrzeugen und dem höchsten Betrag geworden. In der Mitteilung heißt es, dass die staatliche Subvention in Höhe von 520 Millionen Yuan gestrichen wird und Suzhou Jinlong mit einer Geldstrafe von 260 Millionen Yuan belegt wird.

## Geschichte
Das Unternehmen HIGER BUS Company Ltd. wurde im Dezember 1998 in der bezirksfreien Stadt Suzhou in der Provinz Jiangsu gegründet.
Im ersten Produktionsjahr wurden rund 1.000 Fahrzeuge hergestellt; 2005 bereits mehr als 10.000.
Higer gilt als exportorientiertes Unternehmen: So wurden etwa 2006 für die 15. Asia Games in Doha, (Katar) 500 Busse geliefert. Im folgenden Jahr konnten 1.000 Fahrzeuge-Busse nach Russland exportiert werden; zudem wurde der Export nach Südamerika verstärkt.
Seit September 2006 werden in Zusammenarbeit mit dem schwedischen Bushersteller Scania Komfort-Reisebusse des Modells SCANIA HIGER A 80 produziert; dabei stammt das Fahrgestell weitgehend von Scania, während Higer den Aufbau fertigt. 2008 bestand dieses Modell die neu von der Europäischen Union eingeführten Überschlag-Tests. Im März 2007 wurde mit dem Luxus-Reisebus SCANIA-HIGER A90 die Produktion eines weiteren Kooperationsprojektes gestartet. Mit diesem Fahrzeug wurde Higer auf der Shanghai Asia Exposition 2007 und 2008 zum Reisebushersteller mit der besten Sicherheitsausstattung gewählt (Best Safety Equipment).
Nachdem 2010 erstmals 20.000 Fahrzeuge in einem Jahr verkauft werden konnten, wurde 2011 mit einem Investitionsvolumen von 200 Millionen RMB die Erweiterung der Produktionslinie um eine Tauchlackierung abgeschlossen.
Wie die meisten exportorientierten Unternehmen Chinas verstärkt Higer seine Verkaufsaktivitäten in Afrika: In Algerien, dem zweitgrößten Automobilmarkt in Afrika (nach Südafrika), konnten bis 2011 2258 Fahrzeuge verkauft werden. Im gleichen Jahr begannen die Verkaufsaktivitäten in Marokko, Libyen und Tunesien. Seit 2012 ist Higer Marktführer im Busgeschäft in Angola. In Äthiopien konnte sich Higer 2011 im Rahmen einer staatlichen Ausschreibung gegen die Mitbewerber durchsetzen und 502 Midibusse verkaufen, weitere Verkaufsaktivitäten bestehen in Ghana und Sambia sowie im Sudan.
Für Higer stellt Afrika, wie für viele andere chinesische Nutzfahrzeughersteller auch, inzwischen einen schon traditionellen Absatzmarkt dar, aus dem sich europäische Automobilunternehmen weitgehend zurückziehen und japanische Hersteller zunehmend verdrängt werden.

## Konzernstruktur
HIGER BUS ist ein Unternehmen der Dachgesellschaft Xiamen King Long United Automotive Industry Company Ltd., kurz King Long, einem der größten Bushersteller der Welt. Zu dieser Gesellschaft gehört auch der Bushersteller Golden Dragon.
Am Standort Suzhou befindet sich eine Produktionsanlage auf einem Betriebsgelände mit rund 800.000 m². Die Produktionskapazität wird mit 35.000 Fahrzeugen pro Jahr angegeben; insgesamt werden mehr als 6.000 Mitarbeiter beschäftigt (Stand: 2013). Darüber hinaus leitet das Unternehmen ein Forschungszentrum für Post-Doktoranden, das Technologie-Zentrum der Region Jiangsu sowie ein neu geschaffenes F&E-Zentrum für Reisebusse.
Wie bei vielen chinesischen Unternehmen üblich, erfüllt Higer die vom Staat erwartete Beteiligung an gesellschaftlichen Aufgaben. So wird im Rahmen des Projekts Higer Bus Hope Primary School regelmäßig die Erneuerung von Grundschulen in abgelegenen Regionen, etwa in den Provinzen Guizhou und Gansu gefördert sowie die Ausstattung von Grundschulen mit Computerräumen, etwa in Tibet. Darüber hinaus beteiligt sich das Unternehmen an Spendenaktionen für von Erdbeben betroffene Regionen Chinas, zuletzt beim Wenchuan Erdbeben, bei dem fast 6 Millionen Menschen obdachlos wurden.

## Aktuelle Produkte
Higer bietet 300 verschiedene Busmodelle von 6 bis 18 Metern Länge an. Das Spektrum reicht von Mini- und Midibussen über Reise- und Stadtbusse bis zu Gelenkbussen und Doppeldeckerbussen. Darüber hinaus produziert das Unternehmen eine Vielzahl von Schulbussen, für die in China strengere Sicherheitsvorschriften als in Europa bestehen.
Im Rahmen eines Kooperationsvertrages mit Scania baut Higer den Hochdecker-Reisebus Scania-Touring sowie den Reisebus Scania-Higer A30; beide Fahrzeuge werden in Europa von Scania vermarktet.
Higer vertreibt in der Volksrepublik China eine überarbeitete Version des Kleinbusses Toyota Ventury unter dem Namen Higer KLQ6540. Mit Micro Cars aus Sri Lanka besteht eine Zusammenarbeit.
Seit Mai 2011 bietet das Unternehmen einen Pick-up mit Doppelkabine unter der Bezeichnung Higer H5P an.
In Zusammenarbeit mit der bulgarischen Firma Chariot Motors werden von Higer auch Elektrobusse, die unter der Produktbezeichnung Chariot ebus vermarktet werden, gebaut. Diese werden voraussichtlich ab April 2017 auch in der österreichischen Stadt Graz eingesetzt werden.

## Bildergalerie

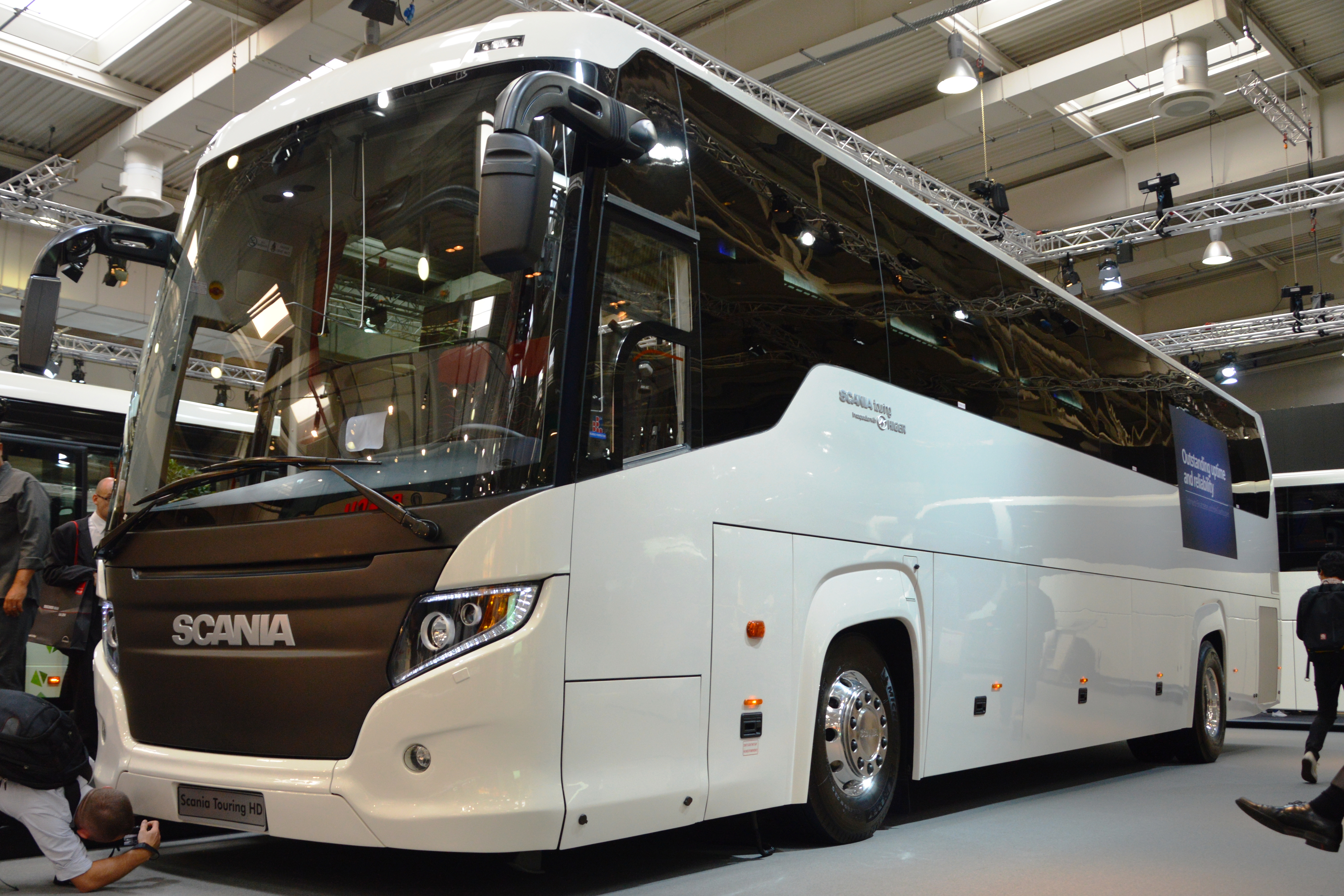
Scania Touring mit Higer-Aufbau
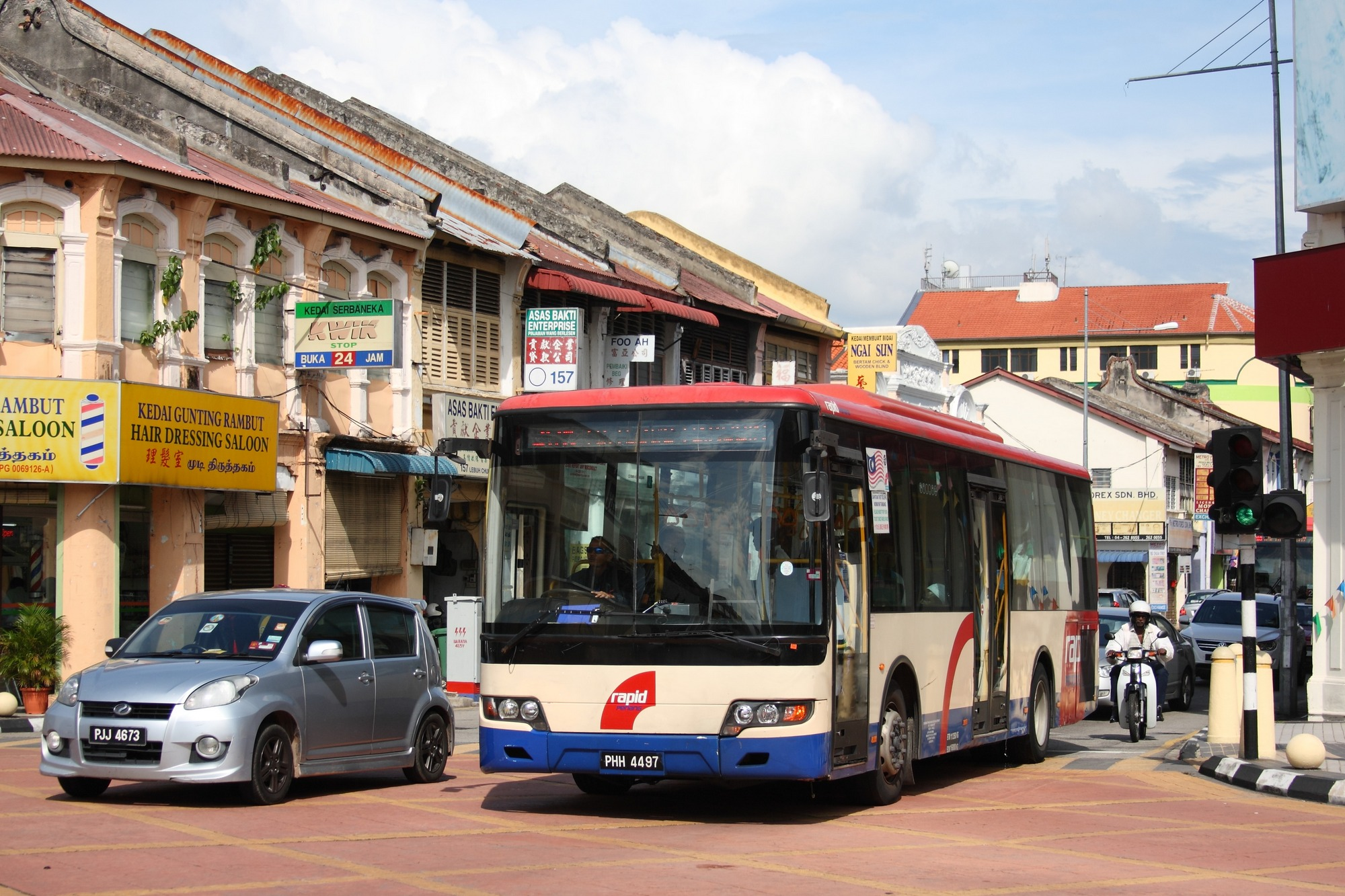
Higer Stadtbus in George Town, Malaysia
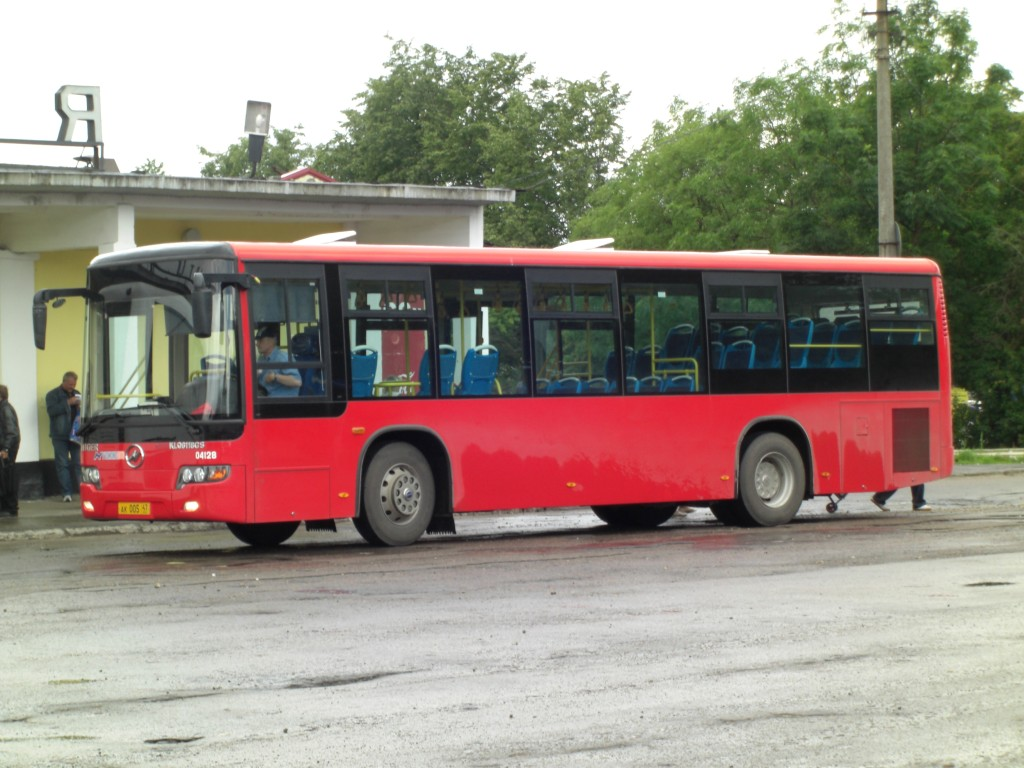
Higer Linienbus in Kingissepp, Russland
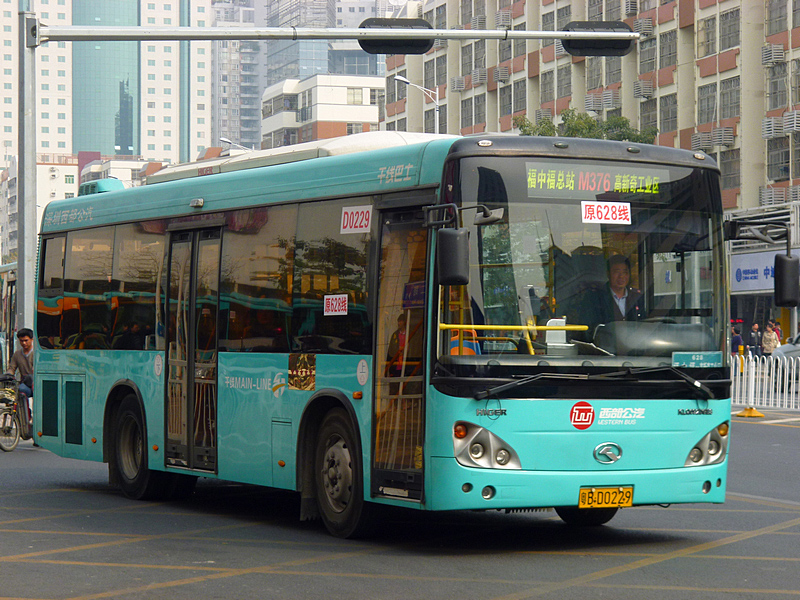
Higer Linienbus in Shenzhen, China
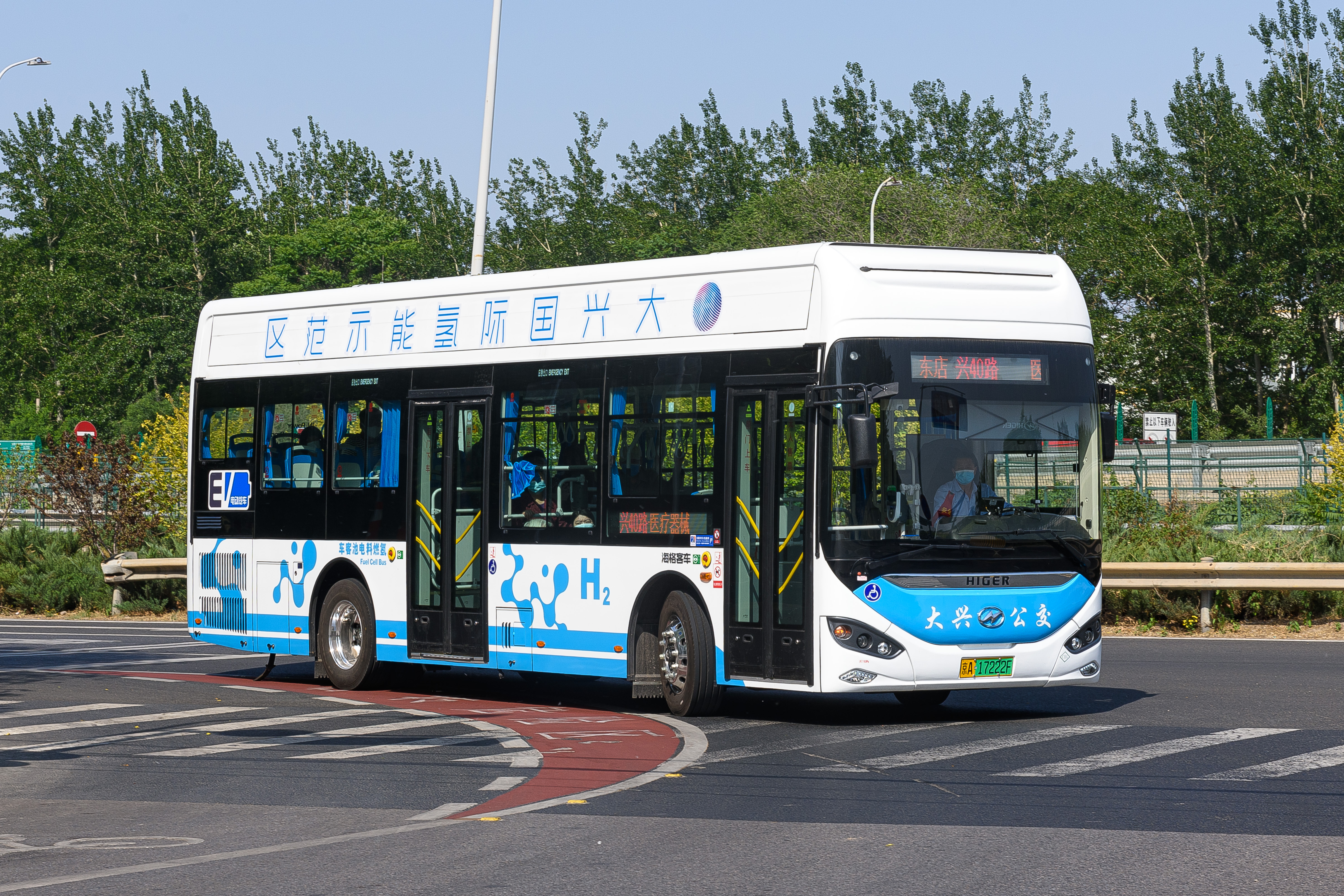
Higer Brennstoffzellenbus in Peking
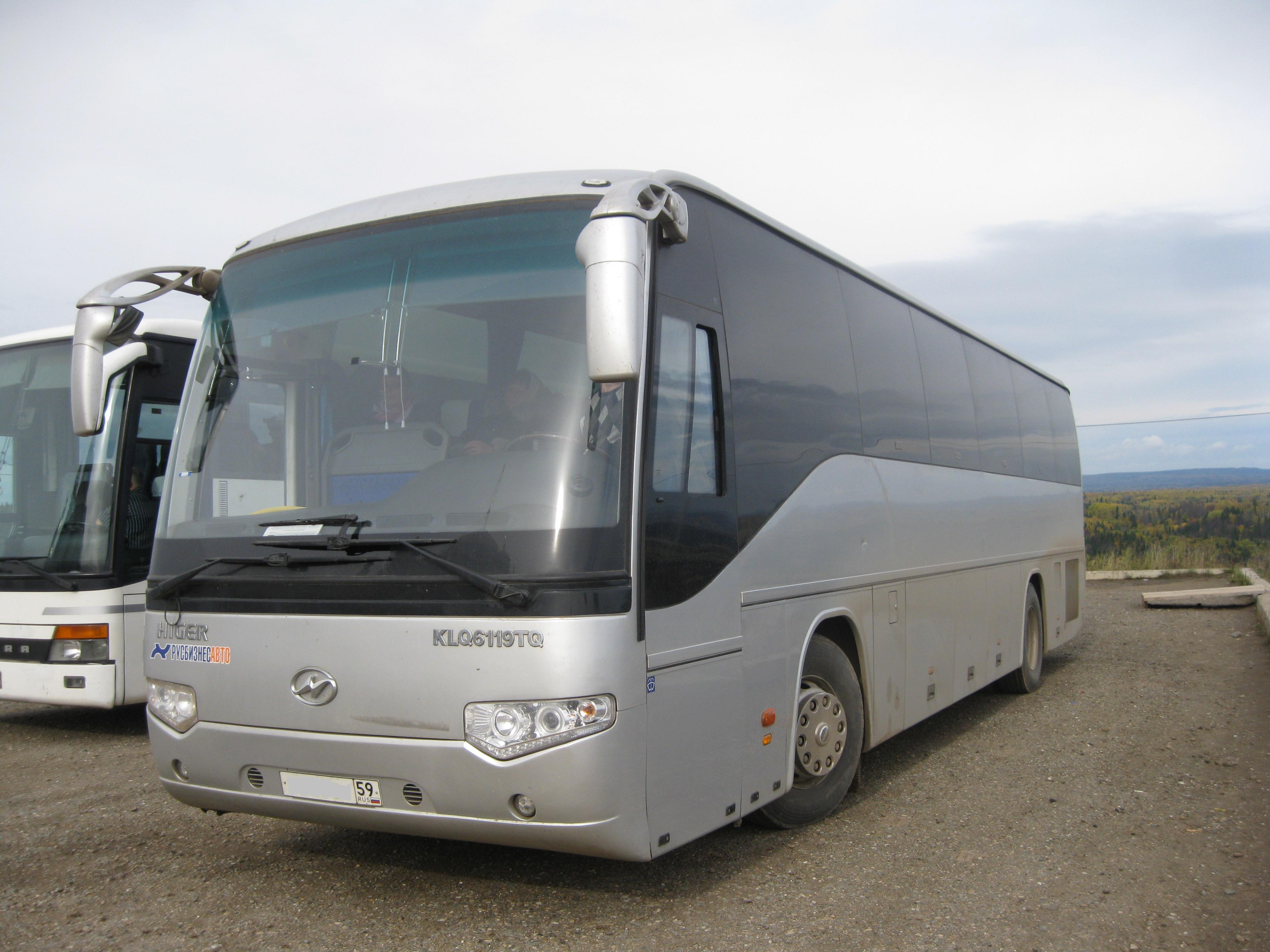
Higer Reisebus in der Nähe von Perm, Russland
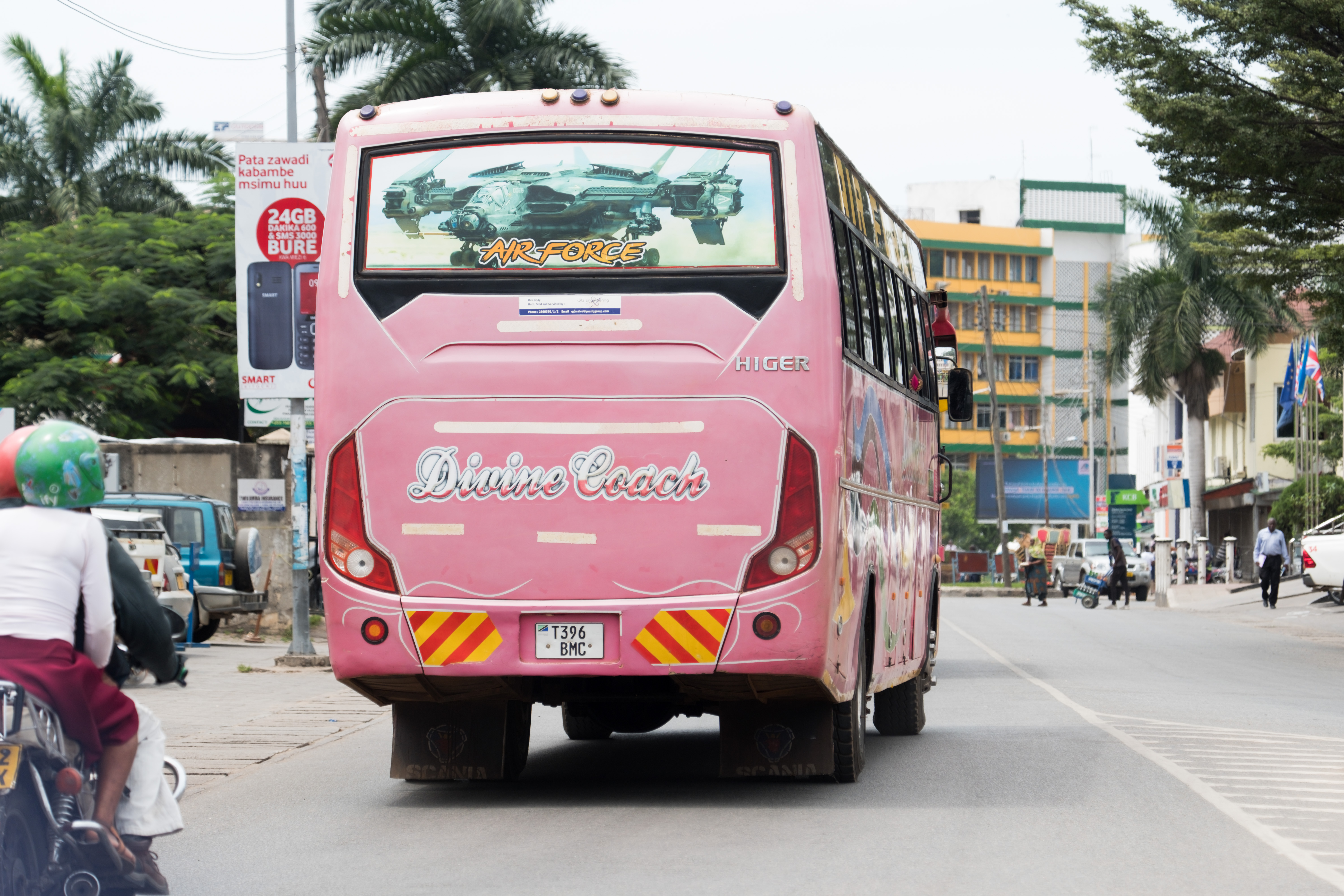
Higer Bus in Tansanien (2020)

## Trivia
Im August 2009 wurden anlässlich des Ramadan-Festes in Katar 325 Higer-Busse eingesetzt. Mit den dabei in einer Linie fahrenden Bussen mit einer Gesamtlänge von rund fünf Kilometern gelang ein Eintrag ins Guinness-Buch der Rekorde; damit wurde der im selben Jahr von der RegioBus Hannover mit 119 Bussen erreichte Rekord der „längsten Busparade der Welt“ überboten.